# Eraul
Eraul es una localidad española perteneciente al municipio de Valle de Yerri (Navarra). Se sitúa al oeste del municipio, en las estribaciones del monte San Fausto. Contaba con 78 habitantes en 2017.

## Demografía
| 2000 | 2001 | 2002 | 2003 | 2004 | 2005 | 2006 | 2007 | 2017 |
| ---- | ---- | ---- | ---- | ---- | ---- | ---- | ---- | ---- |
| 65   | 61   | 62   | 61   | 61   | 61   | 60   | 60   | 78   |

## Historia
En 1802 tenía una población de 164 personas.
Durante la tercera guerra carlista el 5 de mayo de 1873 el pueblo fue escenario de la denominada Batalla de Eraul entre carlistas y liberales, con victoria de los primeros.